# مزرعه صارم
مزرعه صارم، روستایی در دهستان درگزین علیا بخش شاهنجرین شهرستان درگزین در استان همدان ایران است.

## جمعیت
بر پایه سرشماری عمومی نفوس و مسکن در سال ۱۳۹۵، جمعیت این روستا برابر با ۳۰۵ نفر (۷۹ خانوار) بوده‌است.